# Fotoaparat
Fotoaparat, fotografski aparat ili fotografska kamera uređaj je za snimanje fotografija kojim se pod kontroliranim uvjetima slika predmeta projicira na fotoosjetljivu podlogu. Rad fotografskog aparata zasniva se na načelu na kojem djeluje tamna komora (lat.: camera obscura), što ga je već 350. pr. Kr. opisao grčki filozof Aristotel. Današnji izgled fotografski je aparat počeo dobivati nakon izuma celuloidnoga filma Hannibala Goodwina (1887.), a napose nakon patentiranja fotografskog aparata za perforirani film Oscara Barnacka. Prvi takav aparat počela je 1925. komercijalno proizvoditi njemačka tvrtka Leiz pod nazivom Leica (akronim od Leiz Camera). 
Posebno su konstruirani fotografski aparati za brzu ili instantnu fotografiju (postupak poznat pod nazivom Polaroid), u kojima se u vrlo kratkom vremenu odvija fotokemijski postupak dobivanja fotografija. Digitalni fotografski aparati mjesto klasičnoga fotografskog filma imaju fotoosjetljivi mikroelektronički senzor, čime se stvara digitalni zapis i pohranjuje u memoriju aparata.

## Način rada
Fotografski aparat je nastao tehničkim razvitkom tamne komore. Zrake svjetlosti ulaze u fotografski aparat kroz objektiv koji se sastoji od korigiranog sistema optičkih leća i stvaraju stvarnu (realnu), obrnutu i umanjenu sliku predmeta na mutnom staklu koje se nalazi nasuprot objektivu. Nakon namještanja daljine na oštrinu vida izvadi se mutno staklo, a na njegovo se mjesto stavlja kazeta. Kazeta je plosnata kutija koja ne propušta svjetlost i u koju se stavlja fotografska ploča. Poklopac kazete, okrenut prema objektivu, izvuče se, dok je objektiv pokriven poklopcem ili zatvoren zaslonom. 
Snimanje se vrši tako da se poklopac skine s objektiva ili se zaslon mehanički otvori za duže ili kraće vrijeme što ovisi o jakosti svjetlosti. Izlaganje ploče djelovanju svjetlosti zove se ekspozicija (ozračenost). Ovakav je obično postupak kod većih fotografskih aparata, dok se kod manjih aparata nalazi smotan fotografski film od celuloida, a oštrina slike se promatra pomoću posebne leće. 
Fotografsko snimanje osniva se na kemijskom djelovanju svjetlosti. Fotografska ploča, odnosno filmska vrpca, prevučen je slojem srebrnog bromida koji se raspada pod utjecajem zraka svjetlosti. Nakon snimanja ploča, odnosno filmske vrpce, stavlja se u mraku ili pri slaboj crvenoj svjetlosti u kadu u kojoj se nalazi u vodi otopljen kemijski preparat koji se zove razvijač. Kao razvijač nejviše se upotrebljava metolhidrokinon. U razvijaču se izlučuje srebrni bromid na onim mjestima ploče koja su bila osvijetljena. Prema tome je jako izlučivanje na onim mjestima koja su bila jače osvijetljena. Tako dobivena slika na ploči ili filmu zove se negativ, jer je na njoj tamno ono što je u stvari bilo svijetlo i obrnuto. Ploča još ne smije doći na svjetlo, već se mora fiksirati. Svrha je fiksiranja da se odstrane svi tragovi srebra jer bi inače pocrnili na svjetlu. Fiksiranje se vrši u posebnoj kadi u koju se stavlja fiksir (obično natrijev tiosulfat). Poslije fiksiranja ploča, odnosno filmska vrpca, ispire se u vodi da bi se odstranili svi tragovi razvijača, fiksira i dobivenih soli. Nakon toga ploča (film) se osuši i negativ je gotov. 
S tako gotovim i osušenim negativom vrši se kopiranje da se dobije prava slika, pozitiv. Ploča se stavlja na kemijski preparirani papir i podvrgne djelovanju svjetlosti u određenom vremenu. Gdje su svijetla mjesta na ploči, papir pocrni, a pod tamnijima ostaje bijel. Kopija se sada mora podvrgnuti istom postupku kakav je bio i s pločom. Pozitiv, izrađen na staklenoj ploči i namijenjen za projekcijski uređaj, zove se dijapozitiv. 
Kod običnih fotografskih ploča i filmova, crvena i žuta svjetlost ne izazivaju raspadanje srebrnog bromida, već samo plava. Ako sloj srebrnog bromida pomiješamo s obojenom materijom koja ima sposobnost da apsorbira žute i crvene zrake, dobit ćemo takozvane ortokromatske ploče kod kojih je sloj osjetljiv podjednako na sve tri boje, to jest na crvenu, žutu i plavu. Materije koje služe za senzibiliziranje, to jest pojačanje osjetljivosti ploča, zovu se senzibilizatori, na primjer rubrocijanin. 
Pomoću senzibilizatora može se fotografirati infracrvenim zrakama po mutnom vremenu i kroz maglu na daljinu od više desetina, pa i stotina kilometara. To je zbog toga što infracrvene zrake dnevne svjetlosti lako prolaze kroz maglu i prašinu, dok se kraći valovi vidljive svjetlosti brzo izgube zbog apsorpcije i raspršenja u atmosferi. Infracrvene zrake iskorišćuju se i za snimanje po noći. U tu svrhu moraju se infracrvene zrake proizvoditi u posebnim uređajima i uperiti pomoću reflektora na predmet koji želimo snimiti. 
Kod fotografiranja ultraljubičastim zrakama moraju se upotrebljavati filtri koji propuštaju samo ultraljubičaste zrake, na primjer kvarcno staklo, prevučeno tankim slojem srebra.

## Dijelovi fotografskog aparata
Fotografski se aparat u osnovi sastoji od tijela i objektiva. 

### Tijelo aparata
Tijelo aparata tvori kućište, nepropusno za svjetlost, u kojem se nalazi fotoosjetljiva podloga. Klasični aparati snimaju na fotografski film, a za velike formate na plan-film ili ploče. Posebno su konstruirani fotografski aparati za brzu ili instantnu fotografiju (postupak poznat pod nazivom Polaroid), u kojima se u vrlo kratkom vremenu odvija fotokemijski postupak dobivanja fotografija. Digitalni fotografski aparati mjesto klasičnoga fotografskog filma imaju fotoosjetljivi mikroelektronički senzor, čime se stvara digitalni zapis i pohranjuje u memoriju aparata. Osim fotoosjetljive podloge, tijelo sadrži i zatvarač, uređaj za namatanje filma i tražilo.

### Objektiv
Objektiv fotografskog aparata optički je sustav za projiciranje slike na fotoosjetljivu podlogu i za njezino izoštravanje. Otvorom zaslona (blende) kontrolira se količina svjetlosti što se propušta na podlogu, a kod nekih objektiva (takozvani zoom-objektivi) postoji i mogućnost mijenjanja vidnoga kuta. Sastavni dio fotografskog aparata ili njegova dodatna oprema često su i svjetlomjer (fotometar), daljinomjer, bljeskalica, filtri, sjenilo, a danas se u nj najčešće ugrađuju i mikroelektronski sustavi za automatsko mjerenje osvijetljenosti i određivanje elemenata ekspozicije (ozračenost), za automatsko izoštravanje i drugo.

### Zatvarač
Zatvarač u osnovnom položaju sprječava prolaz svjetlosti do fotoosjetljivoga materijala. Put svjetlosti otvara se tek pritiskom na okidač, koji ostaje otvoren u prethodno određenom vremenskom rasponu (vrijeme eksponiranja), nakon čega se ponovno sam zatvara. Vrijeme eksponiranja određuje se u dijelovima sekunde (od 1/2 s do 1/1000 s i kraće), odnosno za dulje ekspozicije u sekundama (1, 2, 4, 8, 15, 30 s). Zatvarač je moguće namjestiti i u položaj u kojem eksponiranje traje sve dok je pritisnut okidač. Mnogi fotografski aparati omogućuju i odgađanje okidanja uz pomoć samookidača, višestruko osvjetljivanje istog dijela filma i drugo.
Namještanje vremena eksponiranja i otvora objektiva (elemenata ekspozicije) u fotografskom aparatu može biti ručno ili automatsko. Elemente ekspozicije ručno namješta sam fotograf uz pomoć svjetlomjera, koji može biti sastavni dio aparata ili njegov dodatni pribor. U automatskim fotografskim aparatima elementi ekspozicije najčešće se namještaju uz pomoć ugrađenoga mikroelektroničkoga sklopa, a prema jednom od programa (na primjer program za snimanje predmeta ili tijela u pokretu). Uz mogućnost odabira programa, bolji fotografski aparati omogućuju fotografu ili odabir vremena eksponiranja, prema kojemu se automatski određuje otvor objektiva (prioritet ekspozicije), ili odabir otvora objektiva, prema kojemu se automatski određuje vrijeme eksponiranja (prioritet blende).

### Bljeskalica
Bljeskalica, koja služi za osvjetljivanje u nepovoljnim svjetlosnim prilikama, u nekim je fotografskim aparatima ugrađena, a kod drugih se postavlja na nosač i spaja s aparatom. U trenutku snimanja, bljesak bljeskalice mora biti sinkroniziran sa zatvaračem, koji tada treba biti potpuno otvoren.

### Uređaj za namatanje filma
Uređaj za namatanje filma omogućuje namatanje filma i napinjanje okidača, a pokreće se s pomoću ručice za napinjanje ili motorom. U aparatima za perforirane filmove, film se namata zupcima i valjkom, a njegovu planparalelnost i napetost osigurava pritisna pločica s unutrašnje strane stražnjega dijela kućišta. Kako bi se osvijetlio neosvijetljeni dio filma, film se pomiče prije svake nove snimke, a kod većine aparata film se, kada je sav eksponiran, prematanjem vraća u kazetu.

### Tražilo
Tražilo služi za promatranje snimanoga prizora, a po njegovoj se izvedbi razlikuju fotografski aparati s mehaničkim (sportskim) tražilom, s optičkim tražilom te refleksni (zrcalni) aparati. U većine se suvremenih, digitalnih fotografskih aparata, uz klasično tražilo, snimani prizor može promatrati i na zaslonu od tekućih kristala (LCD). Mehaničko tražilo okvir je kroz koji se snimani prizor promatra s vidnim kutom približno jednakim vidnomu kutu objektiva. Ono je danas vrlo rijetko, a ponajprije služi kao pomoćno tražilo onih aparata kojima se teško prati predmet u pokretu; stoga se katkad naziva i sportskim tražilom. Optičko tražilo sastoji se od dviju optičkih leća koje umanjuju sliku promatranog predmeta. Pri snimanju iz blizine, pogreška nepoklapanja slike u optičkom tražilu i slike koja se kroz objektiv projicira na fotoosjetljivi materijal (pogreška paralakse) postaje izrazita. Refleksni (zrcalni) aparati imaju tražilo u kojem slika nastaje prolaskom kroz objektiv i refleksijom (odbijanjem) od zrcala, a mogu biti dvooki i jednooki. Kod dvookoga refleksnog aparata tražilo je s mutnim staklom, na kojem se slika stvara prolaskom kroz jedan objektiv, a slika na filmu prolaskom kroz drugi objektiv. Zato se i kod tih izvedbi pojavljuje pogreška paralakse. No kod jednookoga refleksnog aparata slika i u tražilu i na fotoosjetljivome materijalu nastaje prolaskom kroz isti objektiv, pa pogreške paralakse nema.
Jednooki refleksni fotografski aparati najčešće imaju staklenu pentaprizmu kojom se svjetlost odbijena od zrcala usmjerava prema okularu tražila. Kako se u okularu vidi slika koja će u trenutku osvjetljivanja biti projicirana na fotoosjetljivu podlogu, moguća je izravna kontrola njezinih elemenata, na primjer kadra i izoštrenosti. Pritiskom na okidač podiže se zrcalo, a time i otvara put svjetlosti prema zatvaraču. Zbog toga se u takvim izvedbama fotografskih aparata, u samom trenutku okidanja, slika u tražilu ne vidi. Jednooki refleksni fotografski aparati najčešće omogućuju mjerenje svjetlosti, a time i određivanje elemenata ekspozicije svjetlomjerom kroz objektiv.

## Izoštravanje slike
Izoštravanje slike u današnjim fotografskim aparatima može biti ručno ili automatsko. Ručno se slika izoštrava najčešće namještanjem prstena na objektivu, već prema udaljenosti snimanoga predmeta. Kod refleksnih aparata izoštravanje se može pratiti u tražilu, a može biti i dodatno olakšano optičkim sustavom tražila, kojim se na primjer neoštra slika prikazuje prelomljenom. Prvi sustav za automatsko izoštravanje (autofokus) predstavila je tvrtka Canon 1963., a u široku upotrebu sustav je ušao 1980-ih. Autofokusnim se sustavom uz pomoć senzora mjeri udaljenost do predmeta u određenoj mjernoj točki. Kod jednostavnijih se sustava mjerna točka uvijek nalazi u središtu kadra, a kod složenijih se položaj točke može odabrati među nekoliko ponuđenih u tražilu. Prema izmjerenoj udaljenosti, automatika sustava pomoćnim motorom pomiče leće u objektivu i tako izoštrava sliku. Najjednostavniji fotografski aparati nemaju mogućnost izoštravanja slike, već, zbog manjeg otvora objektiva, postižu dubinsku oštrinu dovoljnu za uglavnom oštru sliku pri prosječnoj udaljenosti objekta, najčešće između 3 metra i fotografske beskonačnosti.

## Format ili veličina slike
Prema formatu, odnosno veličini slike koja se fotografiranjem osvjetljuje, fotografski se aparati dijele na one vrlo malog formata, leica-formata, srednjega formata te velikoga formata. U aparatima vrlo maloga formata dimenzije su osvijetljenih slika 8 mm × 11 mm, 12 mm × 17 mm, 17 mm × 30 mm i 18 mm × 24 mm, u leica-formatu 24 mm × 36 mm, u srednjem formatu najčešće 6 cm × 6 cm, ali i 3 cm × 4 cm, 4 cm × 4 cm, 4 cm × 6,5 cm, 4,5 cm × 6 cm, 6 cm × 7 cm i 6 cm × 9 cm, a u vrlo velikom formatu obično 10 cm × 12 cm ili 18 cm × 24 cm.
Danas se za amatersku fotografiju najčešće koriste fotografski aparati leica-formata. Takvi su na primjer kompaktni fotografski aparati, koji s objektivom i optičkim tražilom u malenom kućištu čine cjelinu. U jednostavnijoj izvedbi nemaju mogućnost izoštravanja i namještanja elemenata ekspozicije, a složenija izvedba omogućuje potpuno automatsku kontrolu tih funkcija, često i s takozvanim zoom-objektivom i s motorom za namatanje filma. Za iste se namjene, kao i za novinsku fotografiju, sve češće upotrebljavaju i digitalni fotografski aparati, koji su, osim onih za profesionalne namjene, uglavnom također u kompaktnoj izvedbi. Za napredniju amatersku, a dijelom i profesionalnu uporabu rabe se jednooki refleksni fotografski aparati leica-formata s velikim izborom promjenljivih objektiva i dodatne opreme, dok samo za pojedine specifične profesionalne namjene služe fotoaparati srednjeg i velikog formata. Posebni su uređaji namijenjeni za snimanje radiografskih, holografskih, fotogrametrijskih i drugih snimaka.

## Vanjske poveznice
|  | Zajednički poslužitelj ima još gradiva o temi Fotoaparat |